# Sufragio femenino en Venezuela
El sufragio femenino en Venezuela hace referencia al derecho al voto de las mujeres en este país, consolidado constitucionalmente desde la Constitución de Venezuela de 1947 (artículo 81), en la que aparecía por primera vez en el país el voto de las mujeres mayores de 18 años como un derecho.
Durante 1945, las mujeres obtuvieron el derecho al voto a nivel municipal. Finalmente, tras el golpe de Estado en Venezuela de 1945 y la convocatoria a una nueva Constitución, en la que fueran electas mujeres, el sufragio femenino se convirtió en un derecho constitucional en el país.

## Antecedentes

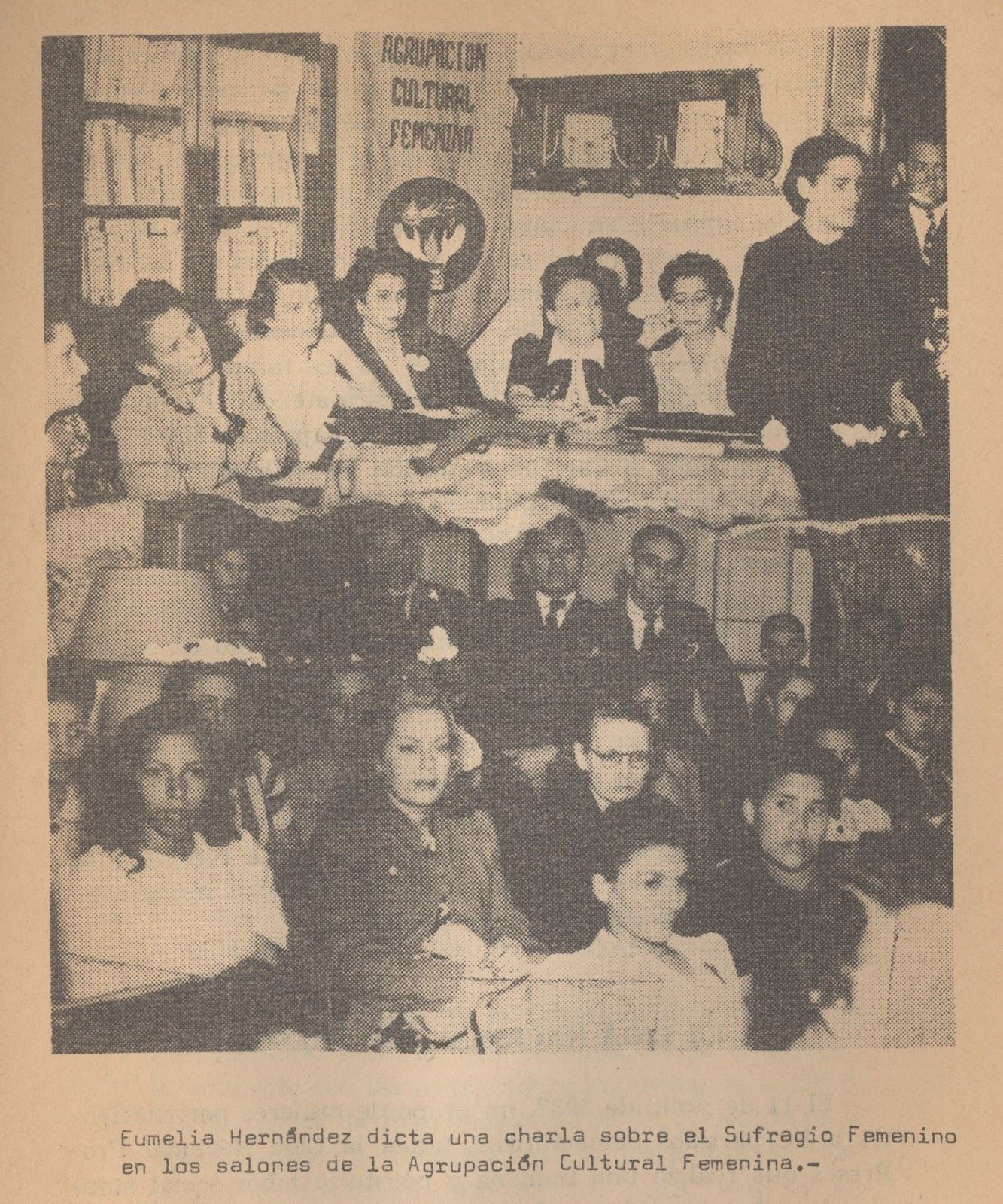
Agrupación Cultural Femenina.

El movimiento de mujeres en Venezuela comenzó tarde en comparación con otros países y no se organizó completamente hasta la década de 1930.  
Después de las protestas estudiantiles de 1928, las mujeres comenzaron a participar más activamente en la política. En 1935, después de la muerte del dictador Juan Vicente Gómez, defensoras de los derechos de las mujeres fundaron la Agrupación Cultural Femenina (ACF), con el objetivo de abordar los problemas de las mujeres.Fue la primera organización de mujeres, pero sería seguida rápidamente por otras. La ACF fue una organización líder en apoyo del sufragio femenino.  

## Sufragio parcial

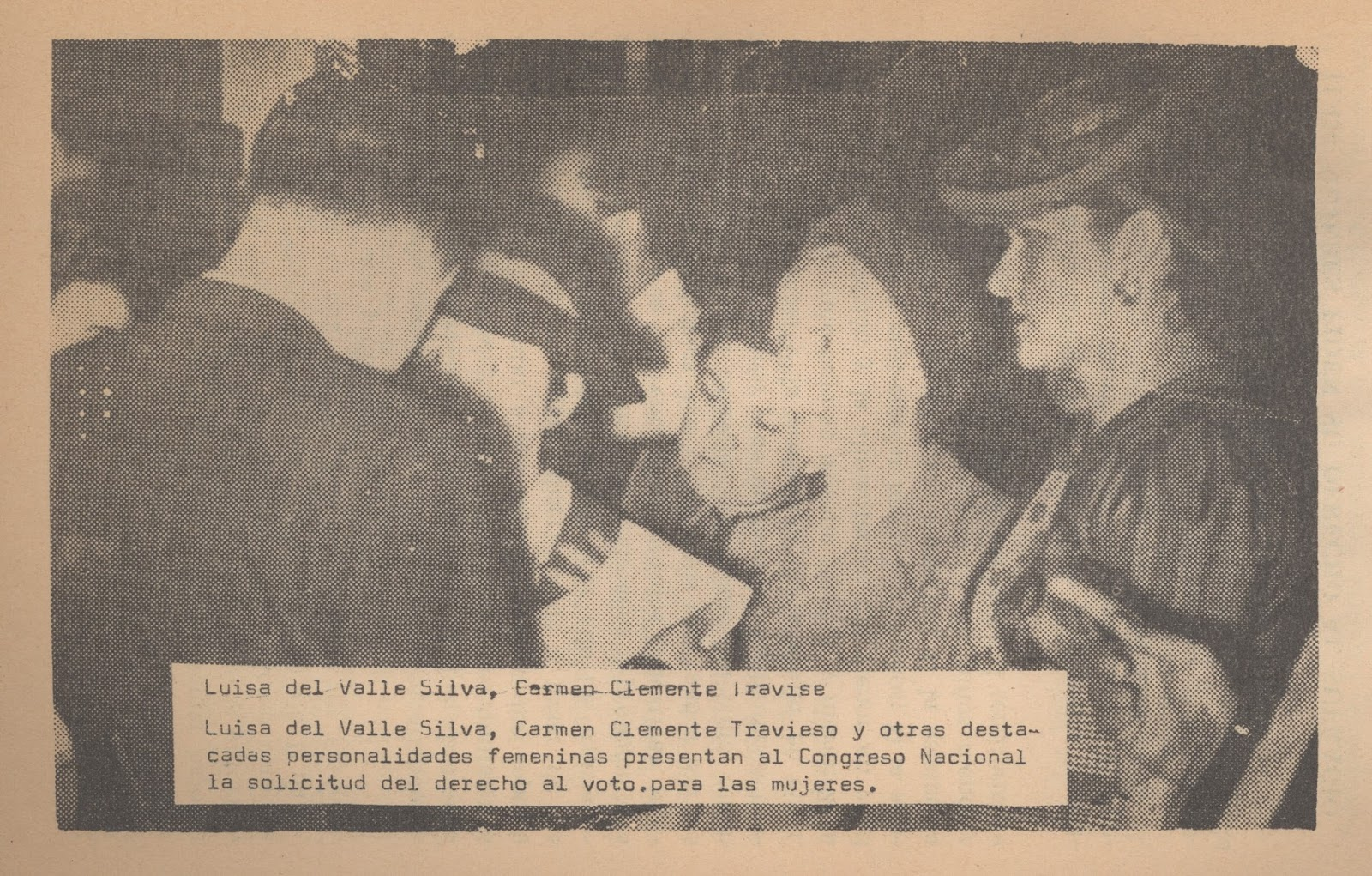
Carmen Clemente Travieso y otras dirigentes feministas presentan ante el Congreso de la República de Venezuela la solicitud de derecho al sufragio femenino.

En la reforma parcial de la Constitución de los Estados Unidos de Venezuela de 1936, promulgada el 5 de mayo de 1945, por el presidente Isaías Medina Angarita, se modifica el ordinal 14 del artículo 32 que versa sobre El derecho de sufragio en los siguientes términos:
1. a) Los venezolanos varones, mayores de 21 años que sepan leer y escribir y que no estén sujetos a interdicción ni a condena penal que envuelva la inhabilitación política, son aptos para elegir y ser elegidos, sin más restricciones que las establecidas en esta constitución y las que deriven de las condiciones especiales de competencia o capacidad que para el ejercicio de determinados cargos requieran las leyes.

b) Las mujeres venezolanas que reúnan las condiciones que se requieren para el ejercicio del sufragio, según el aparte que antecede, gozan del derecho de sufragio, activo y pasivo para la formación de los Concejos Municipales. 

## Sufragio universal
Tras el derrocamiento del presidente Isaías Medina Angarita, en octubre de 1945, la Junta Revolucionaria de Gobierno promulgó un estatuto electoral en el que se estableció el sufragio universal, directo y secreto, de venezolanos y venezolanas menores de 21, en las elecciones de la Asamblea Nacional Constituyente de 1946, realizadas el 27 de octubre de 1946.
De los 160 diputados que conformaron la Constituyente resultaron electas 12 mujeres diputadas y 11 fueron suplentes. La Constitución fue aprobada el 5 de julio de 1947 por esa Asamblea Constituyente y dio rango constitucional al voto a las mujeres mayores de 18 años, no limitado a las elecciones municipales. Esta Constitución estará vigente hasta el 24 de noviembre de 1948 cuando dan un golpe militar al presidente Rómulo Gallegos. En la actualidad, sigue vigente por medio de la Constitución de 1999.